# 로이드 워너

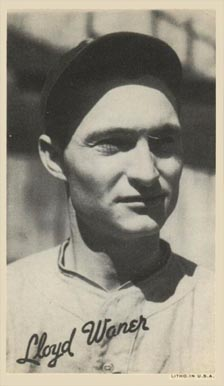

로이드 워너(Lloyd Waner) 또는 로이드 제임스 워너(Lloyd James Waner, 1906년 3월 16일 ~ 1982년 7월 22일)는 "작은 독"(Little Poison, 리틀 포이즌)이라는 별명으로 알려진 MLB 중견수였다. 5 ft 9 in (1.75 m)의 작은 키와 132 lb (60 kg)의 몸무게로 그는 당대 가장 작은 선수 중 한 명이었다. 형 폴 워너와 함께 그는 1920년대와 1930년대 내내 피츠버그 파이리츠의 외야를 책임졌다. 선수 경력 후반에 다른 네 팀에서 잠시 뛰다가 워너는 파이리츠에서 은퇴했다.
워너는 10시즌 동안 타율 0.300 이상을 기록했다. 1938년에는 MLB 올스타전에 선발되었다. 로이드와 폴 워너는 MLB 형제 선수로서 통산 최다 안타 기록을 세웠다. 그는 1967년 베테랑 위원회에 의해 미국 야구 명예의 전당에 헌액되었다. 선수 은퇴 후에는 파이리츠와 볼티모어 오리올스의 스카우트로 활동했다.

## 어린 시절
워너는 1906년 3월 16일 해라에서 태어나 형 폴과 함께 농장에서 자랐다. 둘은 매일 새벽부터 황혼까지 일했고, 야구가 유일한 오락이었다. 오클라호마시티의 마이너 리그 선수였던 아버지의 영향을 받아 폴과 로이드는 야구에 대한 사랑과 타고난 재능을 키웠다. 워너 형제는 옥수수 속대로 타격 연습을 하고 숲에서 어린 나무를 베어 방망이로 사용했다. 로이드는 맥로드 고등학교를 졸업하고 이스트 센트럴 주립 사범 학교(현재 에이다 (오클라호마주)의 이스트 센트럴 대학교)에서 세 학기 동안 재학한 후 프로 야구에 입문했다.
워너는 1925년 퍼시픽 코스트 리그의 샌프란시스코 실스에서 프로 야구 경력을 시작했지만, 타율은 좋지 않았다. 그는 조 더바인 스카우트가 에이다에서 발견한 형의 권유로 파이리츠 입단 테스트를 제안받았다. 1926년, 그는 Class B 사우스 애틀랜틱 리그에서 타율 0.345를 기록했다. 그는 또한 리그의 최우수 선수상을 수상했다.

## MLB 경력

### 초기 경력
워너는 1927년 파이리츠에서 메이저리그에 데뷔했고, 곧바로 정교한 타격과 뛰어난 선구안으로 명성을 쌓았다. 루키 시즌에 그는 0.355의 타율과 223안타를 기록했으며, 삼진은 23개(그의 경력 중 가장 많은 삼진 기록)에 불과했다. 강력한 피츠버그 타선의 리드오프 타자로서 그는 133득점으로 내셔널 리그(NL) 1위를 차지했으며, 타점은 27개에 그쳤다. 이 득점 기록은 MLB 신인 기록이었다. 알 로페즈는 당시 내야수들이 깊은 위치에서 수비했지만, 워너는 그의 빠른 주루 속도에 맞춰 더 가까이 수비하도록 만들었다고 말했다.
파이리츠는 1927년 NL 페넌트를 우승했고, 워너는 그의 유일한 월드 시리즈에서 0.400의 타율을 기록했지만, 뉴욕 양키스가 4경기 만에 우승했다. 그는 경력 초반에 계속해서 좋은 타격을 선보였다. 그는 첫 세 시즌(1927-1929) 동안 기록적인 678안타를 기록했다. (2001년부터 2003년까지 이치로 스즈키는 첫 3년 동안 662안타를 기록하며 이 기록에 근접했다.) 워너는 1927년과 1929년 MVP 투표에서 10위 안에 들었다.
1929년에 .353의 시즌을 보낸 후, 그는 다음 해 대부분을 충수염으로 인해 결장했다. 그는 겨울에 수술을 받았다. 워너는 수술 회복에 어려움을 겪었고 5월에 다시 입원했다. 피츠버그 프레스는 그가 은퇴해야 할지도 모른다는 우려를 보도했다.

### 중반기 경력
그는 1931년에 복귀하여 214안타와 681타석으로 NL 1위를 차지했으며, 0.314의 타율을 기록했다. 워너는 다음 해 0.333을 기록하며 MVP 투표에서 13위에 올랐지만, 1933년에는 그의 타율이 0.276으로 떨어졌다. 워너의 타율은 다음 2년 동안 0.283에서 0.309로 증가했지만, 그 시즌 동안 어떤 공격 부문에서도 리그 1위를 차지하거나 MVP 투표에 들지는 못했다. 1936년 1월, 워너는 폐렴에 걸려 초기에는 위독한 상태라고 알려졌다. 그는 회복하여 4월 말까지 필드로 돌아왔다. 워너는 1936년부터 1938년까지 0.313에서 0.330 사이의 타율을 기록했으며, 1938년에는 MLB 올스타전에 선발되었다.

### 후반기 경력
1940년대 초 보스턴 브레이브스, 신시내티 레즈, 필라델피아 필리스, 브루클린 다저스에서 시간을 나눈 후, 워너는 피츠버그로 돌아와 선수 생활을 마쳤다. 1945년 9월, 그는 구단주 윌리엄 벤스왕어에게 방출을 요청하며 "오래된 다리가 더 이상 버틸 수 없고, 제가 끝났다고 확신합니다."라고 말했다. 그는 10시즌 동안 0.300 이상을 기록하며 통산 0.316의 타율을 기록했다. 메이저 리그 경력에서 1번의 6안타 경기, 2번의 5안타 경기, 41번의 4안타 경기를 기록했다. 워너는 또한 뛰어난 중견수였다. 그는 넓은 포브스 필드 외야를 커버하기 위해 뛰어난 스피드를 사용하여 네 번이나 리그 풋아웃 1위를 차지했다. 그는 그 포지션에서 통산 0.983의 수비율을 기록했다.
그(2,459)와 그의 형 폴(3,152)은 알루 삼형제와 디마지오 삼형제 등을 능가하는 형제 최다 안타 기록(5,611)을 보유하고 있다. 1927년부터 1940년까지 대부분의 기간 동안 폴은 포브스 필드의 우익수를, 로이드는 그의 옆에서 중견수를 맡았다. 1938년 9월 15일, 형제는 뉴욕 자이언츠의 클리프 멜튼을 상대로 연속 홈런을 쳤다.
폴은 "큰 독"으로, 로이드는 "작은 독"으로 알려졌다. 그들의 별명은 브루클린 다저스 팬이 "큰 사람"과 "작은 사람"을 발음하는 것을 한 스포츠 작가가 관중석에서 듣고 채택하면서 유래했다. 1927년, 형제가 460안타를 합작한 시즌에 팬은 "저 워너 형제! 항상 3루에 작은 독이 있고 1루에 큰 독이 있네!"라고 외쳤다고 한다.

## 후기 생애

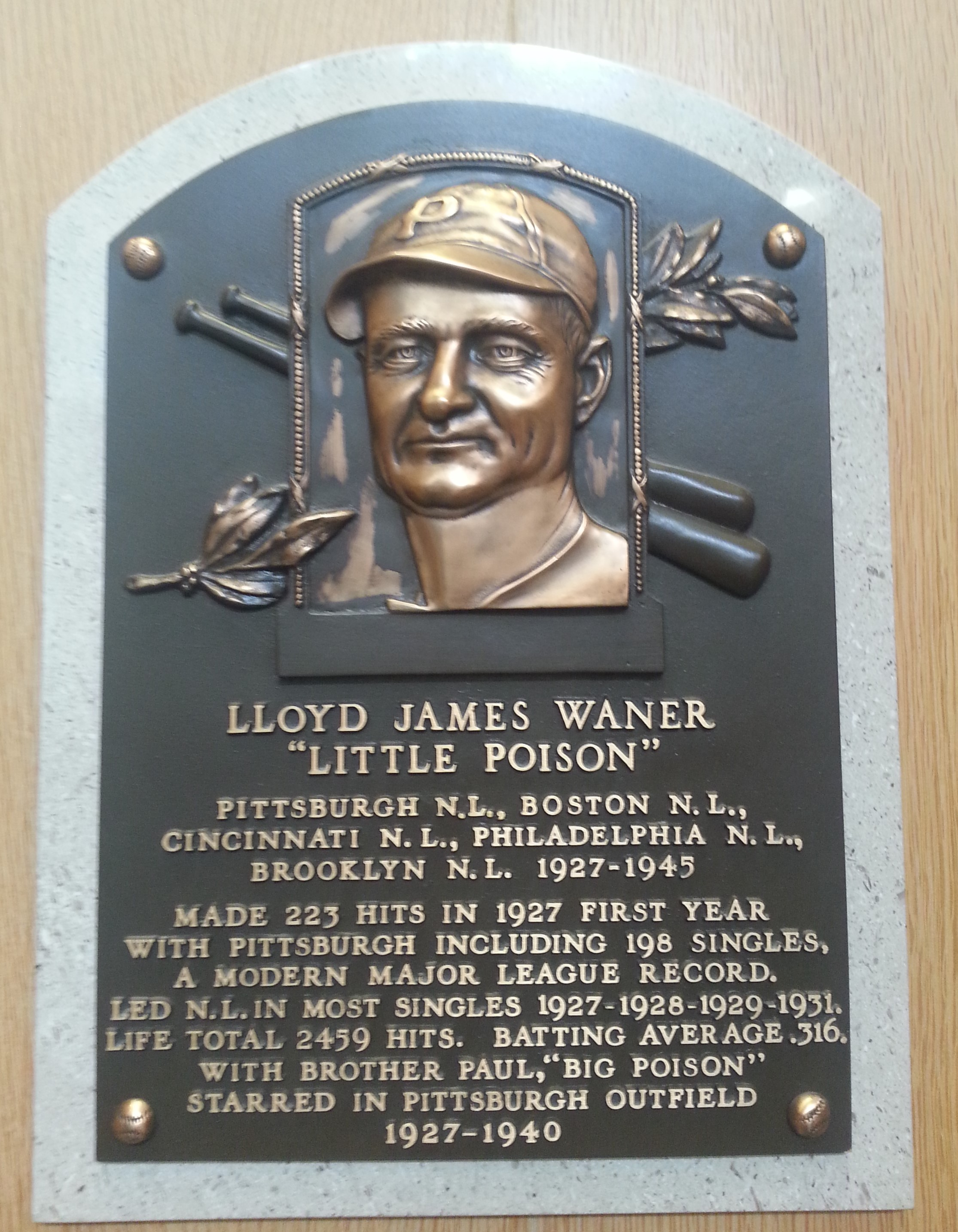
미국 야구 명예의 전당에 있는 로이드 워너의 명판

선수 은퇴 후 워너는 1946년부터 1949년까지 피츠버그의 스카우트로 일했다. 1955년에는 볼티모어 오리올스에서도 같은 역할을 수행했다. 1950년부터 1967년까지 오클라호마시티에서 일했다. 로이드와 폴 워너는 모두 알코올 남용으로 어려움을 겪었다. 로이드 워너 주니어는 폴이 "야구할 때 술고래처럼 마셨지만"이라고 말했지만, 로이드의 음주는 선수 생활이 끝난 후 심화되었다. 로이드 주니어는 알코올이 아니었다면 형제들이 더 잘 알려지고 말년을 더 즐겼을 것이라고 말했다.
1950년, 로이드와 폴 워너는 형 랄프 워너를 전 부인 마리에에게 총살당했다. 랄프는 여자친구와 스테이크 저녁을 먹고 있었는데 마리가 식당으로 들어왔다. 랄프와 마리 둘 다 화가 났다. 그들이 밖으로 나가기 시작하자 마리가 총을 꺼냈다. 랄프는 두 번 총을 맞고 나서 무기를 빼앗으려 했다. 총이 한 번 더 발사되어 마리에게 부상을 입혔다. 랄프는 얼마 지나지 않아 사망했다. 랄프는 펜실베이니아에서 조직 야구에서 여러 직책을 맡았다.
워너는 1967년 미국 야구 명예의 전당에 헌액되었다. 세이버메트릭스 연구자 빌 제임스는 워너를 명예의 전당에 헌액될 자격이 없는 10명의 예시 중 하나로 꼽았다. 그의 선정에 대한 가능한 이유로는 형이 함께 헌액된 점과 그의 시대의 높은 타율이 베테랑 위원회의 눈에 1920년대와 1930년대의 많은 선수들에게 도움이 되었을 수 있다는 점이 있다.
워너의 생애 말년에 작가 도널드 호니그는 워너에게 자신이 야구를 공짜로 했을 것이라고 말했던 이전 인용문에 대해 물었다. 워너는 "경비는 요청했을 것 같아요"라고 회상했다. 로이드는 생애 마지막 4~5년 동안 술을 끊었고, 로이드 주니어는 "진정한 아버지가 옆에 있는 것 같았다... 그 시기는 영원히 소중하게 간직할 것이다"라고 말했다. 1982년, 워너는 폐기종 관련 합병증으로 사망했다. 그는 아내 프랜시스와 두 자녀를 남겼다.

## 같이 보기
- 메이저 리그 베이스볼 통산 안타 리더 목록
- 메이저 리그 베이스볼 통산 득점 리더 목록
- 메이저 리그 베이스볼 통산 3루타 리더 목록
- 메이저 리그 베이스볼 단일 시즌 3루타 리더 목록
- 메이저 리그 베이스볼 연간 득점 리더 목록
- 메이저 리그 베이스볼 연간 3루타 리더 목록
- 메이저 리그 베이스볼 단일 경기 안타 리더 목록

## 더 읽어보기
- Chadwick, George (June 16, 1927) "Waner Boys Popularizing Saxophone in Major Loop". San Bernardino Sun.
- "Doing the Brother Act". New York Daily News. October 28, 1927. p. 64
- Sugarman, Elias E. (November 12, 1927). "New Turns and Returns: Paul and Lloyd Waner". Billboard.
- 퍼시픽 & 애틀랜틱 (February 5, 1928). "Walloping Waners Take to Air". Los Angeles Times.
- Balinger, Edward S. (March 8, 1932). "Pirates of 1932: Lloyd Waner". Pittsburgh Post-Gazette.